# Spółka komandytowa
Spółka komandytowa (sp.k.) (od wł. società in accomandita)  – spółka osobowa mająca na celu prowadzenie przedsiębiorstwa pod własną firmą, w której za zobowiązania spółki wobec wierzycieli odpowiada w sposób nieograniczony co najmniej jeden wspólnik (komplementariusz), a odpowiedzialność co najmniej jednego wspólnika jest ograniczona (komandytariusz).

## Historia spółki komandytowej
Początki spółki komandytowej sięgają XI wieku. Wówczas w średniowiecznych Włoszech powstała umowa o nazwie accomanditaria, która dała początek współczesnej spółce komandytowej. Na podstawie tej umowy wspólnik posiadający określone towary lub środki pieniężne (commendator) powierzał je kupcowi morskiemu, który w trakcie swoich podróży obracał otrzymanym kapitałem, a następnie rozliczał się z osobami, od których uzyskał środki (tractator, commendarius). Z czasem umowa ta zaczęła być wykorzystywana również w handlu lądowym. Istota umowy accomanditaria polegała na tym, że commendator wnosił swój majątek, lecz pozostawał bierny, ryzykując jedynie utratę zainwestowanych środków, a commendarius wnosił przede wszystkim swoją aktywność, zaradność oraz umiejętności handlowe, lecz odpowiadał za zobowiązania wobec osób trzecich. Wraz z rozwojem przedstawionej formy działalności, zobowiązująca umowa określająca współpracę między jej stronami przekształciła się w samodzielną strukturę organizacyjną.
Pierwotnie jedynie prawo zwyczajowe regulowało umowę spółki komandytowej. Z czasem jednak dokonywano stopniowej kodyfikacji przepisów o tej spółce. Jedną z pierwszych takich kodyfikacji, która miała szczególne znaczenie dla rozwoju instytucji spółki komandytowej był statut boloński z 1583 r.
Kolejnym istotnym etapem w rozwoju spółki komandytowej było skodyfikowanie regulujących ją przepisów w dziewiętnastowiecznych kodeksach prawa handlowego. W pierwszej kolejności uregulowano spółkę komandytową we francuskim Kodeksie handlowym z 1807 roku.
W II Rzeczypospolitej Polskiej instytucję spółki komandytowej regulowały akty prawne byłych państw zaborczych. Dopiero 27 czerwca 1934 roku wydane zostało rozporządzenie Prezydenta Rzeczypospolitej – Kodeks handlowy, zawierające kompleksową regulację spółki komandytowej. Po drugiej wojnie światowej i zmianie systemu w Polsce instytucja spółki komandytowej, choć formalnie nadal istniała w Kodeksie handlowym, nie była wykorzystywana, a w 1965 roku oficjalnie uchylono przepisy ją regulujące.
W 1991 roku przywrócono regulację dotyczącą spółki komandytowej w praktycznie niezmienionym kształcie. 15 września 2000 roku uchwalony został obecnie obowiązujący Kodeks spółek handlowych, który wszedł w życie 1 stycznia 2001 roku. Kodeks ten uchylił Kodeks handlowy z 1934 roku.

## Charakter spółki komandytowej
Spółka komandytowa jest odrębnym typem spółki prawa handlowego. Zaliczana jest do kategorii spółek osobowych, do której należą również spółka jawna, spółka partnerska oraz spółka komandytowo-akcyjna. O jej osobowym charakterze przesądzają takie cechy jak względnie trwały skład osobowy, duże znaczenie osobistych cech poszczególnych wspólników oraz brak wyodrębnionych organów prowadzących sprawy spółki.
Spółka komandytowa jest jednostką organizacyjną posiadającą osobowość prawną, której Kodeks spółek handlowych przyznał podmiotowość prawną. Spółka może zatem nabywać we własnym imieniu prawa, w tym własność nieruchomości i inne prawa rzeczowe, zaciągać zobowiązania, pozywać oraz być pozywana.
Spółka komandytowa prowadzi przedsiębiorstwo pod własną firmą. Celem spółki komandytowej musi być wykonywanie działalności gospodarczej.
Firma spółki powinna zawierać nazwisko bądź firmę (nazwę) jednego lub kilku komplementariuszy oraz dodatkowe oznaczenie „spółka komandytowa” (dopuszczalne jest używanie w obrocie skrótu „sp.k.”). Nazwisko komandytariusza nie może być zamieszczone w firmie spółki. Jeżeli tak się stanie komandytariusz odpowiada wobec osób trzecich za zobowiązania spółki bez ograniczeń.

## Wspólnicy spółki komandytowej
W spółce komandytowej funkcjonują dwie kategorie wspólników – komplementariusze i komandytariusze. Przyczyną wyodrębnienia przez ustawodawcę dwóch rodzajów wspólników jest odmienne ukształtowanie ich pozycji prawnej w spółce komandytowej.
Komplementariusz jest wspólnikiem aktywnym, który co do zasady prowadzi sprawy spółki i reprezentuje ją na zewnątrz. Czynne uczestniczenie w kierowaniu spółką przez tego wspólnika ustawodawca połączył jednak z przypisaniem mu nieograniczonej odpowiedzialności za zobowiązania spółki. Komplementariusz odpowiada bowiem za zobowiązania spółki całym swoim majątkiem. Odpowiedzialność komplementariusza jest jednak subsydiarna, co oznacza, że wierzyciel może prowadzić egzekucję z jego majątku, dopiero gdy egzekucja z majątku spółki okaże się bezskuteczna.
Komandytariusz jest wspólnikiem pasywnym, który w zasadzie nie prowadzi spraw spółki i nie reprezentuje jej. Pasywny udział komandytariusza w kierowaniu działalnością spółki przesądził o przyznaniu mu przez ustawodawcę ograniczonej odpowiedzialności za jej zobowiązania. Wspólnik ten odpowiada bowiem za zobowiązania tylko do określonej w umowie spółki kwoty tzw. sumy komandytowej. Jeżeli natomiast komandytariusz wniesie do spółki wkład o wartości co najmniej równej sumie komandytowej wówczas wolny jest od osobistej odpowiedzialności.
Wspólnikami w spółce komandytowej mogą być zarówno osoby fizyczne, osoby prawne jak i jednostki organizacyjne nieposiadające osobowości prawnej, którym ustawa przyznała zdolność prawną. Ten sam wspólnik nie może być jednocześnie komplementariuszem i komandytariuszem.

## Powstanie spółki komandytowej
Spółka komandytowa powstaje z momentem wpisu jej do rejestru, co poprzedzone jest zawarciem umowy spółki w formie aktu notarialnego. Wpis spółki komandytowej do rejestru jest wpisem o charakterze konstytutywnym, co oznacza, że spółka powstaje wskutek zarejestrowania oraz z jego chwilą. Spółka komandytowa podlega wpisaniu do rejestru przedsiębiorców stanowiącego część Krajowego Rejestru Sądowego. Wpisanie spółki komandytowej do rejestru przedsiębiorców jest obowiązkowe. Prawo i obowiązek zgłoszenia spółki do rejestru ma każdy jej wspólnik, również komandytariusz. O rejestracji spółki sąd rejestrowy ogłasza w Monitorze Sądowym i Gospodarczym.

## Ustanie spółki komandytowej
Ustanie bytu prawnego spółki komandytowej następuje z chwilą wykreślenia jej z rejestru przedsiębiorców Krajowego Rejestru Sądowego. Ustanie spółki komandytowej poprzedza ostatni etap jej istnienia, tj. likwidacja. Faza ta rozpoczyna się z chwilą rozwiązania umowy spółki komandytowej. Wspólnicy mogą w umowie spółki przewidzieć, że zajście określonych okoliczności spowoduje rozwiązanie spółki. Rozwiązanie spółki następuje również w wyniku podjęcia przez wszystkich wspólników jednomyślnej uchwały w tym zakresie. Przyczyną rozwiązania spółki komandytowej może być także wypowiedzenie umowy spółki przez jej wspólnika. Ponadto w Kodeksie spółek handlowych przewidziano trzy przypadki rozwiązania spółki komandytowej z mocy ustawy, tj.: z powodu ogłoszenia upadłości spółki, śmierci komplementariusza i ogłoszenia upadłości wspólnika.

## Opodatkowanie spółki komandytowej
W ustawie z dnia 28 listopada 2020 r. o zmianie ustawy o podatku dochodowym od osób fizycznych, ustawy o podatku dochodowym od osób prawnych, ustawy o zryczałtowanym podatku dochodowym od niektórych przychodów osiąganych przez osoby fizyczne oraz niektórych innych ustaw ustawodawca wprowadził objęcie spółek komandytowych podatkiem CIT. Spółki komandytowe zostały dodane do ustawy o CIT jako podmioty mające status „podatnika podatku dochodowego” i tym samym muszą rozliczać i płacić podatek dochodowy od osób prawnych od 1 stycznia 2021 r. (lub 1 maja 2021r. - termin objęcia spółki CIT może z tych dwóch terminów wybrać sam podatnik). Podstawowa stawka podatku dochodowego od osób prawnych dla spółek komandytowych wynosi 19 proc. podstawy opodatkowania, a preferencyjna 9 proc. (dla małych podatników i firm rozpoczynających działalność). Kryterium małego podatnika spełnia spółka, której przychody ze sprzedaży (wraz z kwotą należnego podatku od towarów i usług) w poprzednim roku podatkowym i w bieżącym roku podatkowym nie przekroczyła w roku równowartości 1,2 miliona euro. Z preferencyjnej stawki podatku CIT mogą korzystać również spółki utworzone na skutek przekształcenia się jednej spółki w drugą oraz takich, na rzecz których wniesiono wkład pieniężny na poczet kapitału (również do innych firm), a także podatników, wobec których wydano zlecenie podwykonawstwa.
Wypłata zysku przez spółkę komandytową na rzecz wspólników również podlega opodatkowaniu podatkiem w wysokości 19%, nie licząc dwóch wyjątków:
- komplementariusz będzie mógł odliczyć podatek CIT zapłacony przez spółkę komandytową, przypadający na niego stosowanie do udziału w zysku,
- zwolnienie z podatku u komandytariusza kwoty stanowiącej 50% przychodów uzyskanych przez komandytariusza z tytułu udziału w zyskach w spółce komandytowej, nie więcej jednak niż 60 000 zł takich przychodów uzyskanych w roku podatkowym (odrębnie w każdej spółce komandytowej), ale tylko pod warunkiem, że komandytariusz nie jest powiązany z komplementariuszem (w tym poprzez posiadanie 5% udziałów lub zasiadanie w zarządzie komplementariusza bądź w inny sposób szczegółowo określony w przepisach)[3].

Spółki komandytowe są również podatnikami podatku od towarów i usług (VAT) oraz podatku akcyzowego. Spółki komandytowe posiadają swój własny numer NIP i REGON.

## Połączenie spółki komandytowej i spółki z o.o.
W gospodarce wykształciło się połączenie dwóch spółek – spółki komandytowej i spółki z ograniczoną odpowiedzialnością. Spółka z o.o. komandytowa to mieszana forma prowadzenia działalności gospodarczej.
Cechy takiej formy:
- spółka z ograniczoną odpowiedzialnością występuje w  roli komplementariusza, zajmuje się administrowaniem i zarządzaniem spółką[7]
- komandytariuszem w takiej formie jest osoba fizyczna (wspólnik spółki komandytowej)
- prowadzeniem działalności i generowaniem zysku zajmuje się spółka komandytowa
- przy zakładaniu spółki trzeba ponieść podwójne koszty rejestracji
- wspólnicy spółki z o.o. unikają podwójnego opodatkowania
- obowiązek prowadzenia pełnej księgowości

## Odwołania w kulturze
Historię pewnej spółki komandytowej, zawartej w XVIII-wiecznej Hiszpanii między Don Gasarem Suarezem a Seniorem Livardesem, opisuje Jan Nepomucen Potocki w Rękopisie znalezionym w Saragossie. Historia ta jest opowiedziana również w ekranizacji tej powieści wyreżyserowanej przez Wojciecha Jerzego Hassa.